# Pietà (Correggio)
La Pietà è un dipinto a olio su tavola (34,2x29,2 cm) di Correggio, databile al 1512 circa e conservato nel Museo civico di Correggio.

## Storia
L'opera proviene dalla galleria dei Gonzaga a Mantova, dove si trovava nel XVII secolo, e dopo essere stata venduta a Carlo I d'Inghilterra venne messa all'asta passando per numerose collezioni private, finché non fu acquistata dalla "Fondazione Il Correggio", nel 2002, dopo essere passata in disponibilità della National Gallery di Washington e della Pierpont Morgan Library di New York dal lascito della signora Lore Heinemann. Essa è stata storicamente ridotta di alcuni centimetri almeno su tre lati ma ha ricevuto un ottimo restauro e tutte le perizie scientifiche, dalla National Gallery di Washington nel 1999-2000.
Già pubblicata da Ekserdjian prima del recupero come "la miglior versione" fra quelle note, è stata riconosciuta come autografa da David Alan Brown e da Eugenio Riccòmini. Almeno otto copie antiche note ne confermano la popolarità, tra cui spiccano quelle di Annibale Carracci (Galleria Borghese), di Lorenzo Lotto (collezione privata a Bergamo) e quella in grande formato di Giulio Cesare Amidano (chiesa del Santo Sepolcro a Parma). Una tale popolarità è stata spiegata con una possibile collocazione in un luogo pubblico, forse nella cappellina del palazzo dei Principi davanti al "campo d'onore" del Castello di Correggio, dove si svolgevano i duelli (essendo zona franca): l'immagine sacra del sacrificio di Cristo era infatti frequente per giurarvi davanti le eventuali riconciliazioni.
Per i caratteri leonardeschi e taluni persistenti legami col Mantegna è parere del Riccòmini che l'opera sia anteriore al 1514.

## Descrizione e stile
Il soggetto è unico nel corpus tipologico del Correggio: il Cristo morto è posato sulle ginocchia di Maria, seduta presso il sepolcro, secondo l'iconografia della Pietà, contro un rialzo denso di vegetazione, che è circuito a destra da un sentiero indirizzato verso l'aperto paesaggio. Lo sfondo riprende l'andamento del gruppo principale di figure.
Complessa è la posa del Cristo, che ha un braccio abbandonato e l'altro in scorcio lungo l'addome, mentre le gambe sono incrociate per la stretta della Madonna. Il volto di essa è dolorosamente unito a quello del figlio, con un'ombra che le passa sugli occhi, a sottolineare la sua isolata tragedia. La luce proviene da sinistra, con un'apertura verso il cielo nuvoloso e qualche collina in lontananza a destra. Il chiaroscuro intenso, che fa emergere le figure dall'oscurità, rimanda alla lezione di Leonardo e del suo sfumato, mentre i panneggi hanno la consistenza vellutata delle opere di Tiziano.
Il fermento chiaroscurale e il "contrapposto" del corpo nudo del Cristo rimandano a una forte meditazione leonardesca, mentre le figure, di grande tenerezza, raccolte nei panneggi disciolti, richiamano lo schema arcaico delle nordiche Vesperbilder.